# Shashamane
Shashamane o Shashemene es una ciudad de Etiopía, al sur de Adís Abeba (251 km), en la Región Oromia. En 1994 la población era 52.080 habitantes.
Al fin de la Segunda Guerra Mundial, Haile Selassie donó una gran parcela de tierra para permitir el asentamiento de seguidores del movimiento rastafari de las Antillas que quisieran "regresar a su patria" en África. Una comunidad de rastas está establecida aquí.
- Datos: Q731020
- Multimedia: Shashamané / Q731020